# 1922年苏俄民法典
俄罗斯社会主义联邦苏维埃共和国民法典是俄罗斯苏维埃联邦社会主义共和国第9届全俄罗斯中央执行委员会第4次会议于1922年10月31日通过生效的民法典，是俄罗斯历史上首部民法典，也是世界上首部社会主义国家的民法典，该民法典制定于新经济政策的背景下，正式确立了苏联式民法的模式。该民法典结合了革命前民法草案的私法原则和苏维埃法令中不承认土地和生产资料私有制的原则，1964年失效，由《1964年苏俄民法典》取代。该法典对《中华人民共和国民法典》的制定产生影响。